# گرومن اف۶اف هلکت
گرومن اف۶اف هلکت (به انگلیسی: Grumman F6F Hellcat) یک جنگنده ناوپایه ساختِ کارخانهٔ گرومن در ایالات متحده بود که به عنوان جانشین اف۴اف وایلدکت در نیروی دریایی این کشور در جنگ جهانی دوم به کار گرفته شد و جنگنده غالب این نیرو در نیمه دوم جنگ در جبهه اقبانوس آرام بود.
با این حال که طراحی هلکت کاملاً از نو انجام شده بود اما با توجه به شباهت‌هایی که با وایلدکت داشت برخی صاحب‌نظران نظامی به آن لقب «برادر بزرگ‌تر وایلدکت» را بخشیدند.
با انهدام ۵۲۲۳ هواگرد دشمن در جریان جنگ دوم جهانی، هلکت از این منظر در میان هواگردهای دریایی متفقین رکورد دار به حساب می‌آید.

## طراحی و توسعه

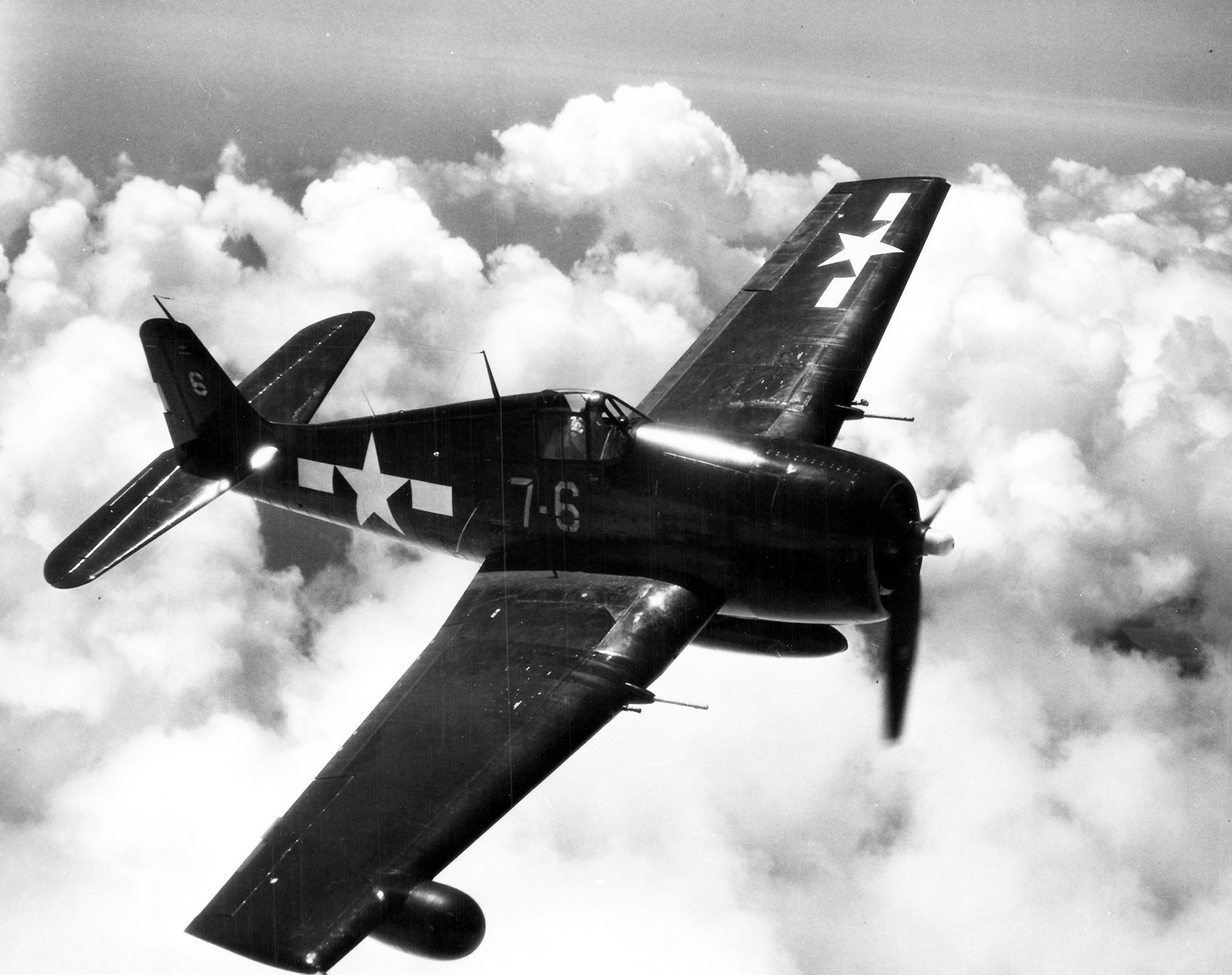
گرومن اف۶اف هلکت در حال پرواز

### ایکس‌اف۶اف
گرومن کار بر روی جانشینی برای اف۴اف را از سال ۱۹۳۸ آغاز کرده بود که نهایتاً قرارداد برای تولید پیش‌نمونه ایکس‌اف۶اف-۱ در ۳۰ ژوئیه سال ۱۹۴۱ امضا شد. در طراحی اولیه از موتور چهارده سیلندر Wright R-2600 (1700 اسب بخار) با ملخ سه تیغه استفاده گردید. ارابه فرود بر عکس وایلدکت که به صورت دستی باز و بسته می‌شد، به شکل هیدرولیک ساخته شده بود که با چرخش ۹۰ درجه درون بال‌ها قرار می‌گرفت. بال‌ها نیز در زیر بدنه و به صورت جمع شونده هیدرولیک یا دستی تعبیه شده بود.
در اواخر آوریل ۱۹۴۲ بر اساس تجربیات حاصل از درگیری بین وایلدکت و میتسوبیشی زیرو، موتور ۱۸ سیلندر قدرتمندتر Whitney R-2800 Double Wasp جایگزین موتور قبلی شد. در ادامه گرومن برای استفاده از نسخه ارتقا یافته این موتور یعنی R-2800-10 (۲۰۰۰ اسب بخار) طراحی بدنه را مقداری تغییر داد. این مسئله موجب شد عملکرد ایکس‌اف۶اف-۳ نسبت به ایکس‌اف۶اف-۱ ۲۵ درصد افزایش پیدا کرد. پس از آن که ایکس‌اف۶اف-۱ نخستین پرواز خود را در ۲۶ ژوئن ۱۹۴۲ انجام داد، ایکس‌اف۶اف-۳ نیز برای اولین بار در ۳۰ ژوئیه ۱۹۴۲ به پرواز درآمد. این هواگرد تحت عنوان اف۶اف-۳ در فوریه ۱۹۴۳ خدمت خود را در ارتش آغاز کرد.

## نگارخانه

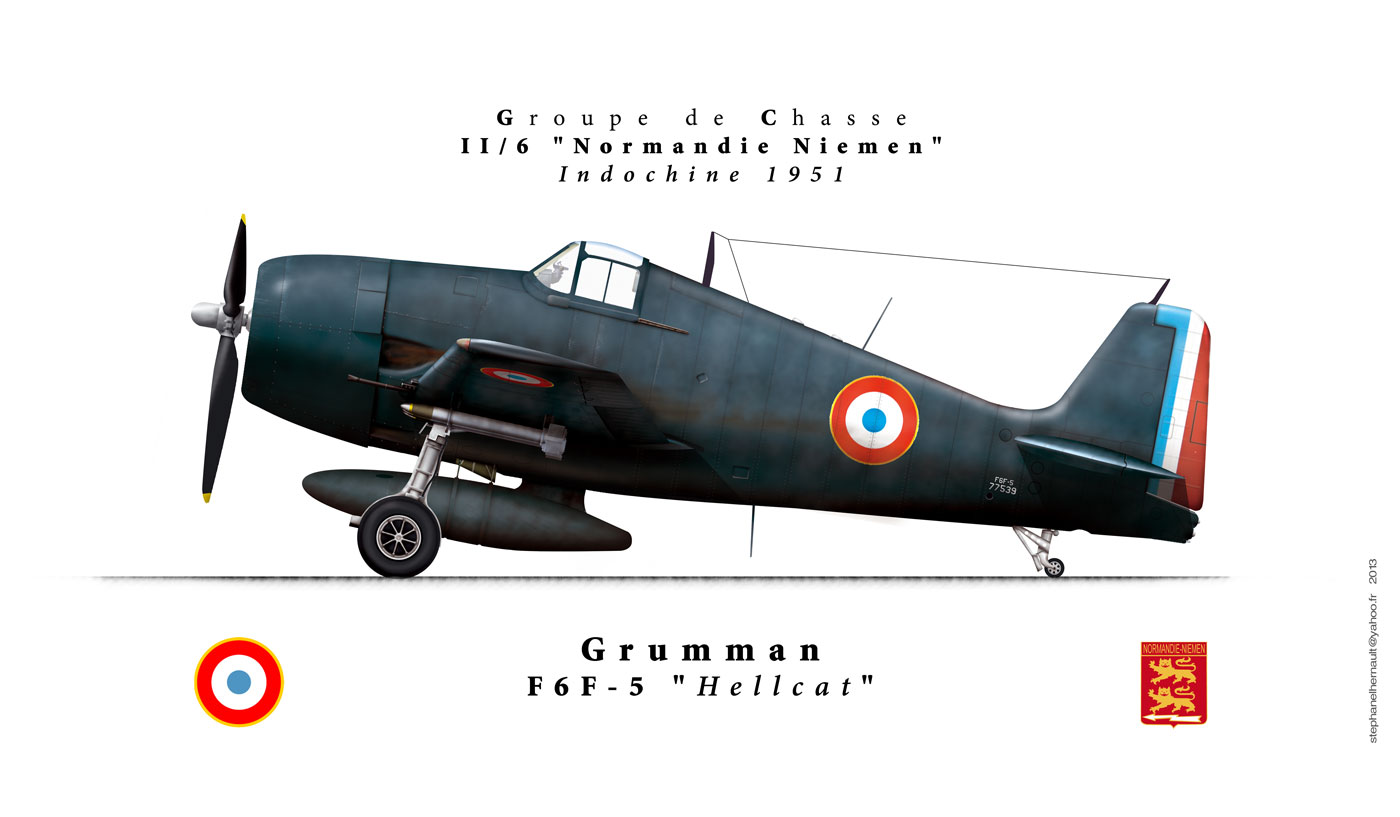
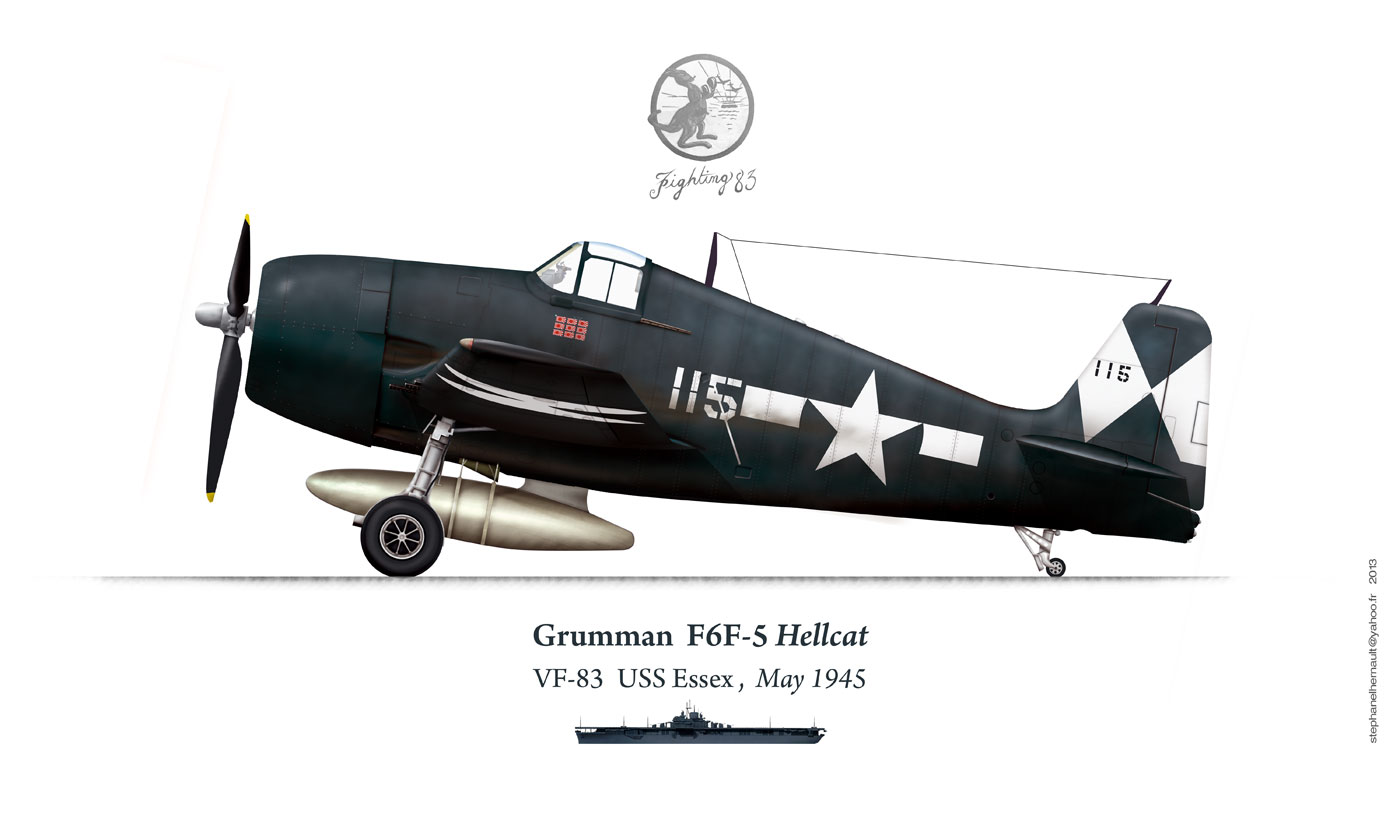
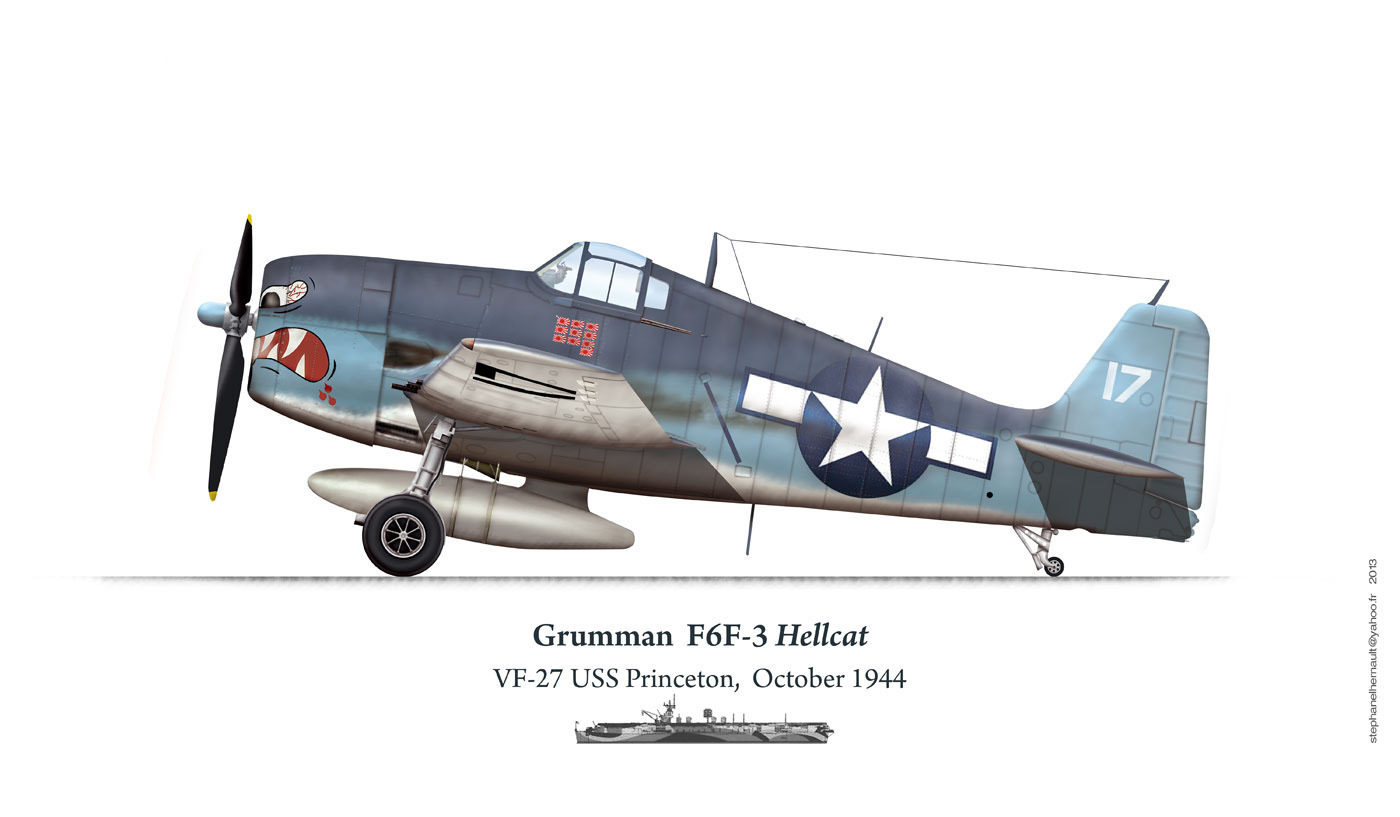
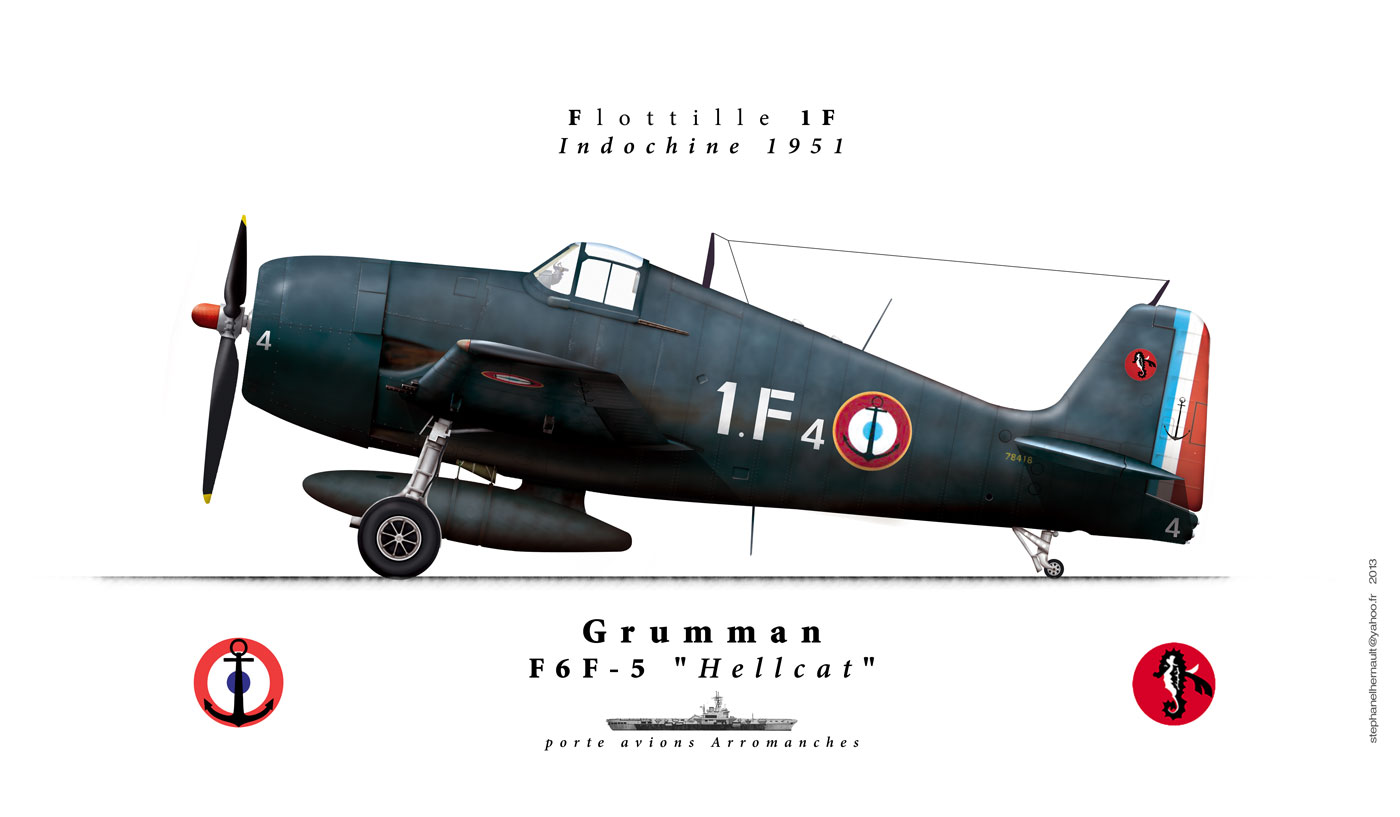